# Pimachiowin Aki
Pimachiowin Aki (significa Terra que gera a vida na Língua ojíbua, ᐱᒪᒋᐅᐃᐧᓂ ᐊᑭ) é uma reserva de biosfera localizada na Floresta Boreal do Canadá, cobrindo partes de Manitoba e Ontário. A reserva cobre uma área de 43.000km2 e é similar em tamanho à área da Dinamarca, sendo maior do que 100 países no mundo. O projeto é financiado por cinco reservas incluindo Poplar River First Nation, Little Grand Rapids First Nation, Pauingassi First Nation, Pikangikum First Nation, e Bloodvein First Nation. A área também inclui o Manitoba Provincial Wilderness Park e o Woodland Caribou Provincial Park.

## UNESCO
Foi inscrito como Patrimônio Mundial da UNESCO em 2018 por: "ser um exemplo excepcional da tradição cultural de Ji-ganawendamang Gidakiiminaan, que consiste em honrar os presentes dados pelo Criador, respeitando todas as formas de vida e mantendo as relações com os outros harmoniosa"